# 殖蓮村
殖蓮村（うえはすむら）は、群馬県の中部、佐波郡に属していた村である。
※伊勢崎市上蓮町 は伊勢崎市の別の地域の町名である。
〒372-0851 群馬県伊勢崎市上蓮町

## 地理
- 河川：粕川

### 隣接していた自治体
- 群馬県
  - 佐波郡伊勢崎町、茂呂村、三郷村、赤堀村、東村、采女村

## 歴史
- 1889年（明治22年）4月1日 - 町村制施行により、上植木村、下植木村、八寸（はちす）村の一部が合併し佐位郡殖蓮村が成立する。
- 1896年（明治29年）4月1日 - 郡統合（佐位郡と那波郡の統合）により佐波郡に属する。
- 1940年（昭和15年）
  - 2月27日 - 村内にあった織物工場の従業員寄宿舎で火災。女子工員7人が死亡、工場6棟も延焼[1]。
  - 9月13日 - 伊勢崎町、茂呂村と合併し伊勢崎市となる。

## 地域

### 村内の大字

茂呂村では行政区画として大字を細分化した組が主に用いられており、それらの組は伊勢崎市成立時に改称、一部再編され通称町名となり、現在は正式町名としても用いられている。
- 上植木
  - 間之原組（概ね現在の三和町のうち曙区）
  - 堤原組（概ね現在の三和町のうち堤区
  - 堀之内組（概ね現在の上植木本町）
  - 西根組（概ね現在の鹿島町のうち植木区）
  - 中屋敷組（概ね現在の鹿島町のうち中下区の一部）
  - 下西根組（概ね現在の鹿島町のうち中下区の一部）
  - 関組（概ね現在の本関町）
- 下植木
  - 宿組（概ね現在の宮前町）
  - 中組（概ね現在の東本町）
  - 東組（概ね現在の下植木町）
  - 中里組（概ね現在の昭和町）
  - 書上組（概ね現在の三和町書上区）
- 八寸
  - 八寸組（概ね現在の豊城町）
  - 小齊組（概ね現在の上諏訪町、日乃出町下諏訪区）
  - 神谷組（概ね現在の日乃出町神谷区）

### 教育
小学校
- 佐波郡殖蓮尋常小学校（現・伊勢崎市立殖蓮小学校）